# Llista de compositors (A-I)

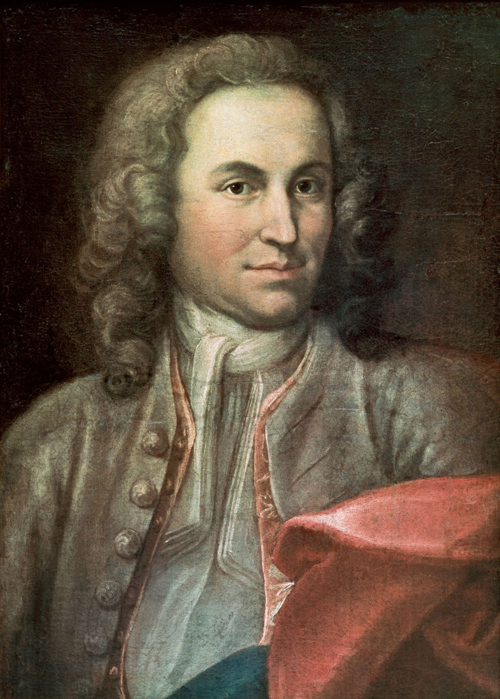
Johann Sebastian Bach

Això és una llista de compositors (A-I) de la lletra A a la I, ordenada alfabèticament i amb breus comentaris dels músics. Aquests compositors pertanyen a tots els estils, èpoques i nacionalitats. És una llista no exhaustiva i cal entendre-la com un recull orientatiu.
Al costat del nom s'afegeix l'any del naixement i de la mort (en el seu cas), i ocasionalment un breu comentari descriptiu. Per evitar ser repetitius s'ha omès la paraula compositor, com pressuposa el títol de l'article.
- Podeu consultar la llista amb la resta de les entrades a l'article Llista de compositors (J-Z)
- Per a la llista general, vegeu la Llista de compositors.

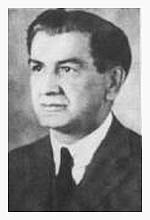
Zequinha de Abreu

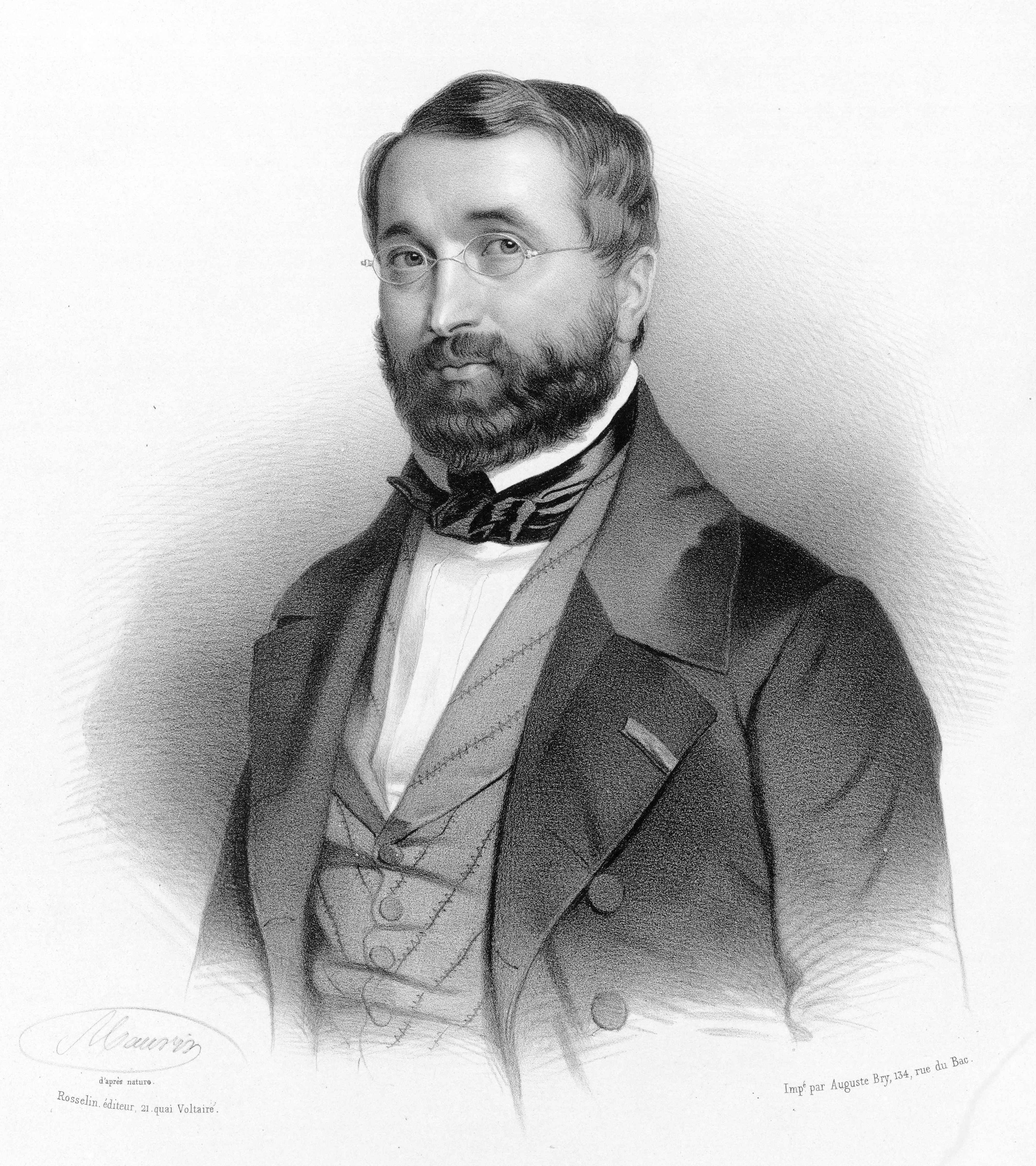
Adolphe Adam

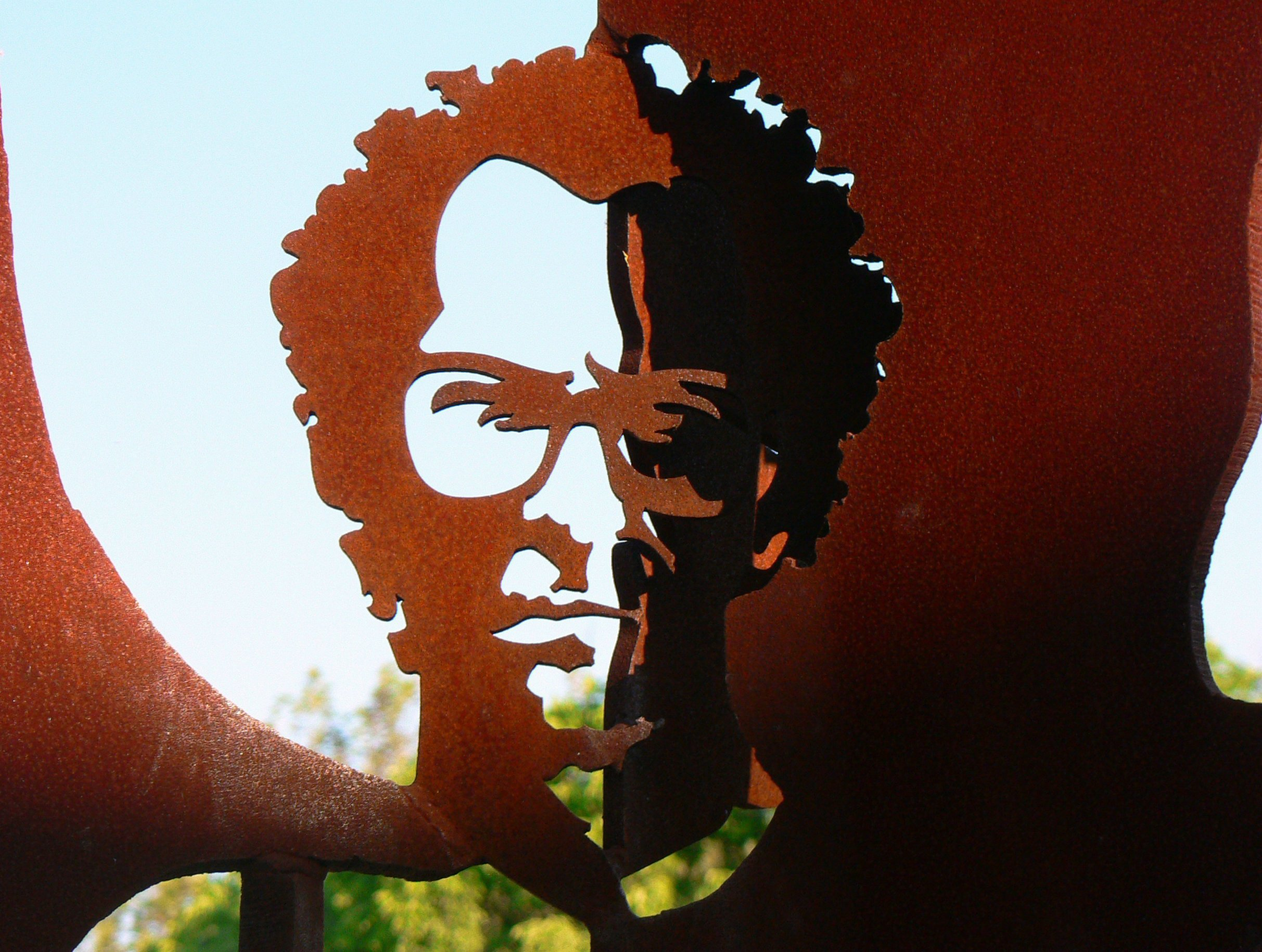
Monument a Zeca Afonso (Grândola, Portugal)

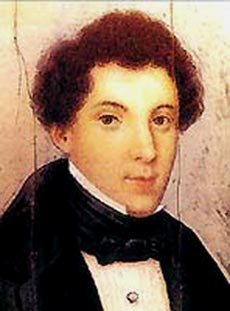
Juan Crisóstomo de Arriaga

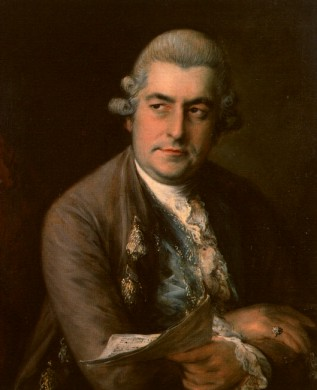
Johann Christian Bach

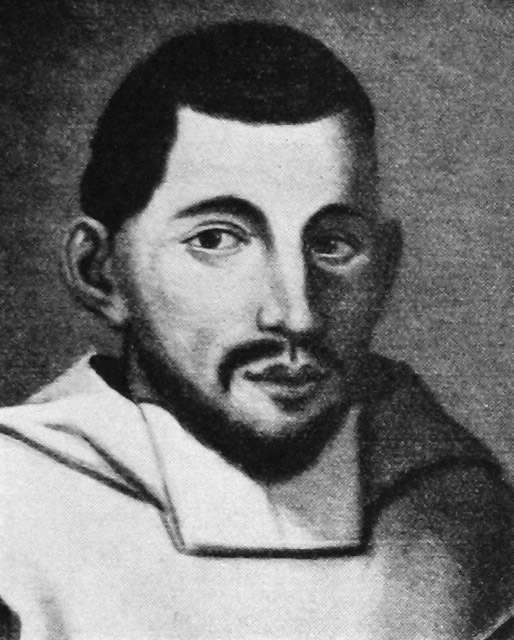
Adriano Banchieri

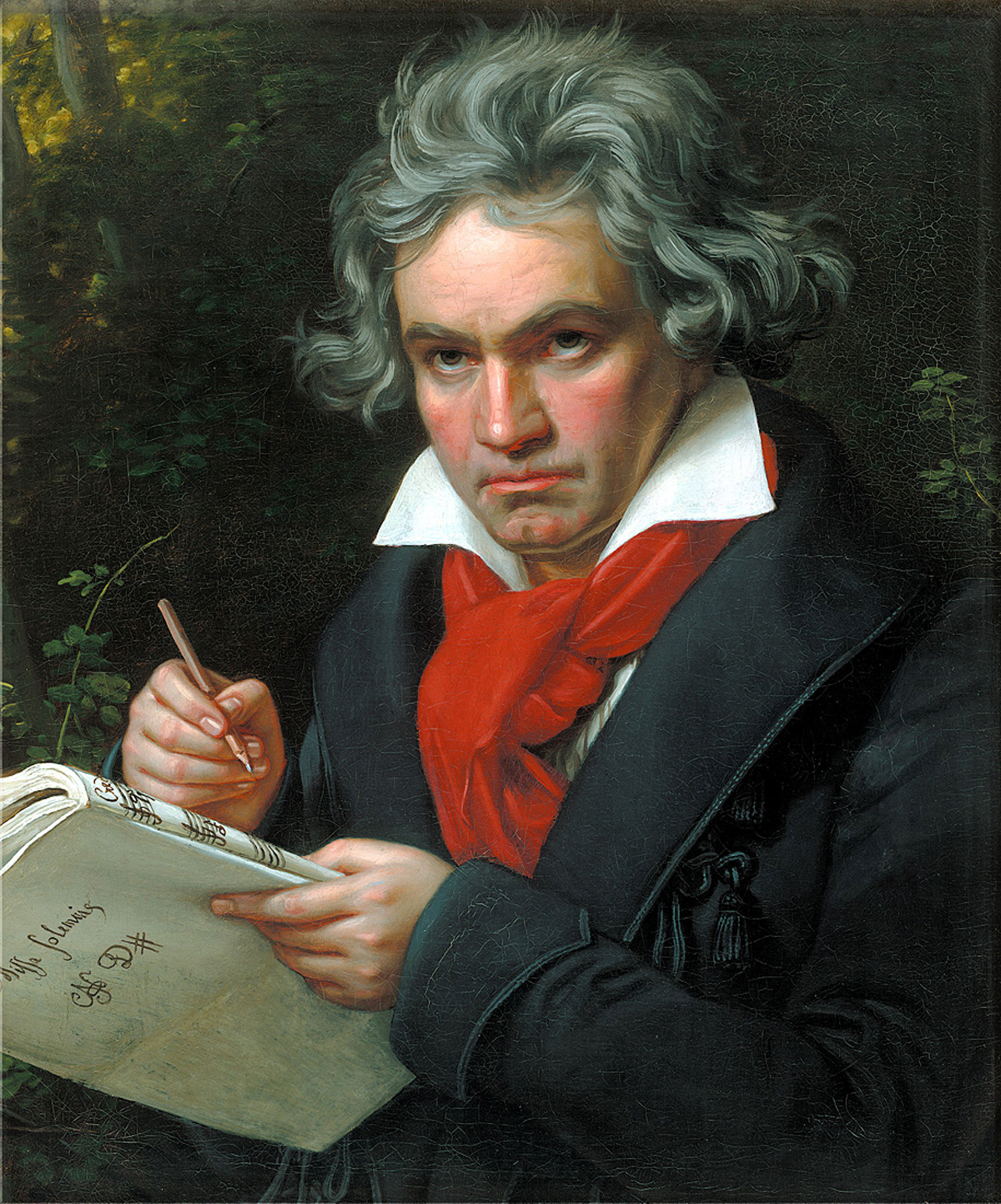
Ludwig van Beethoven

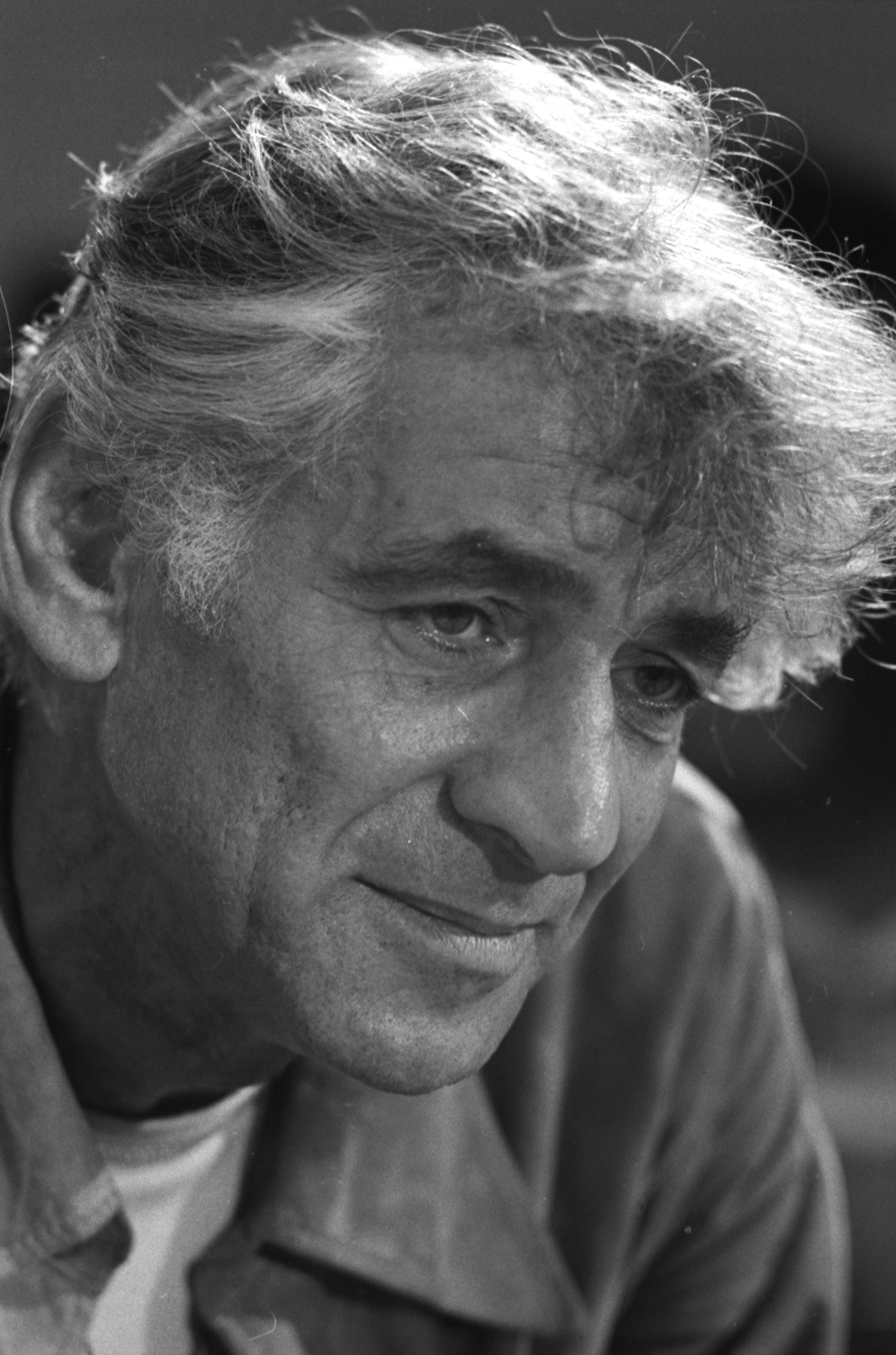
Leonard Bernstein

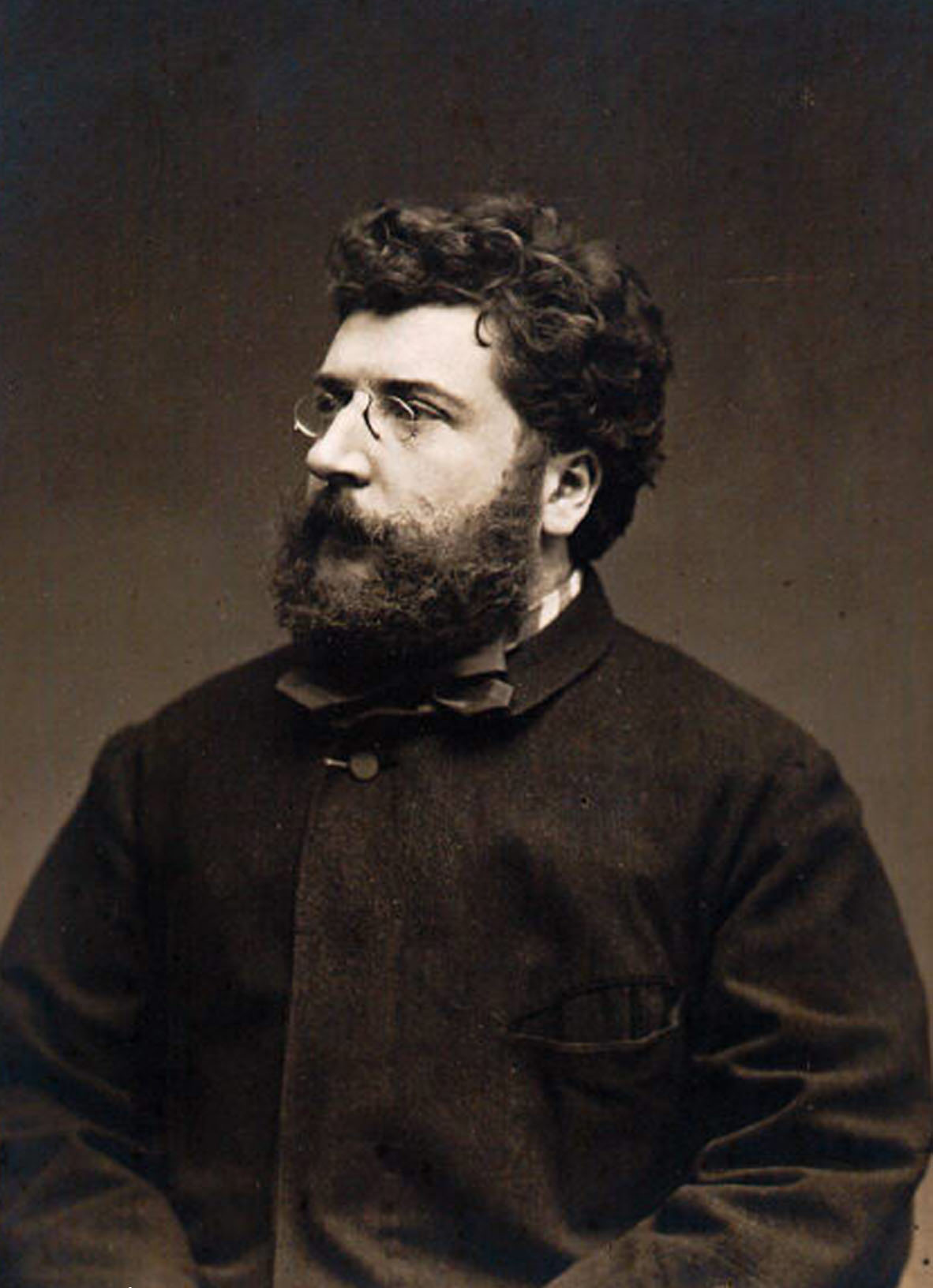
Georges Bizet

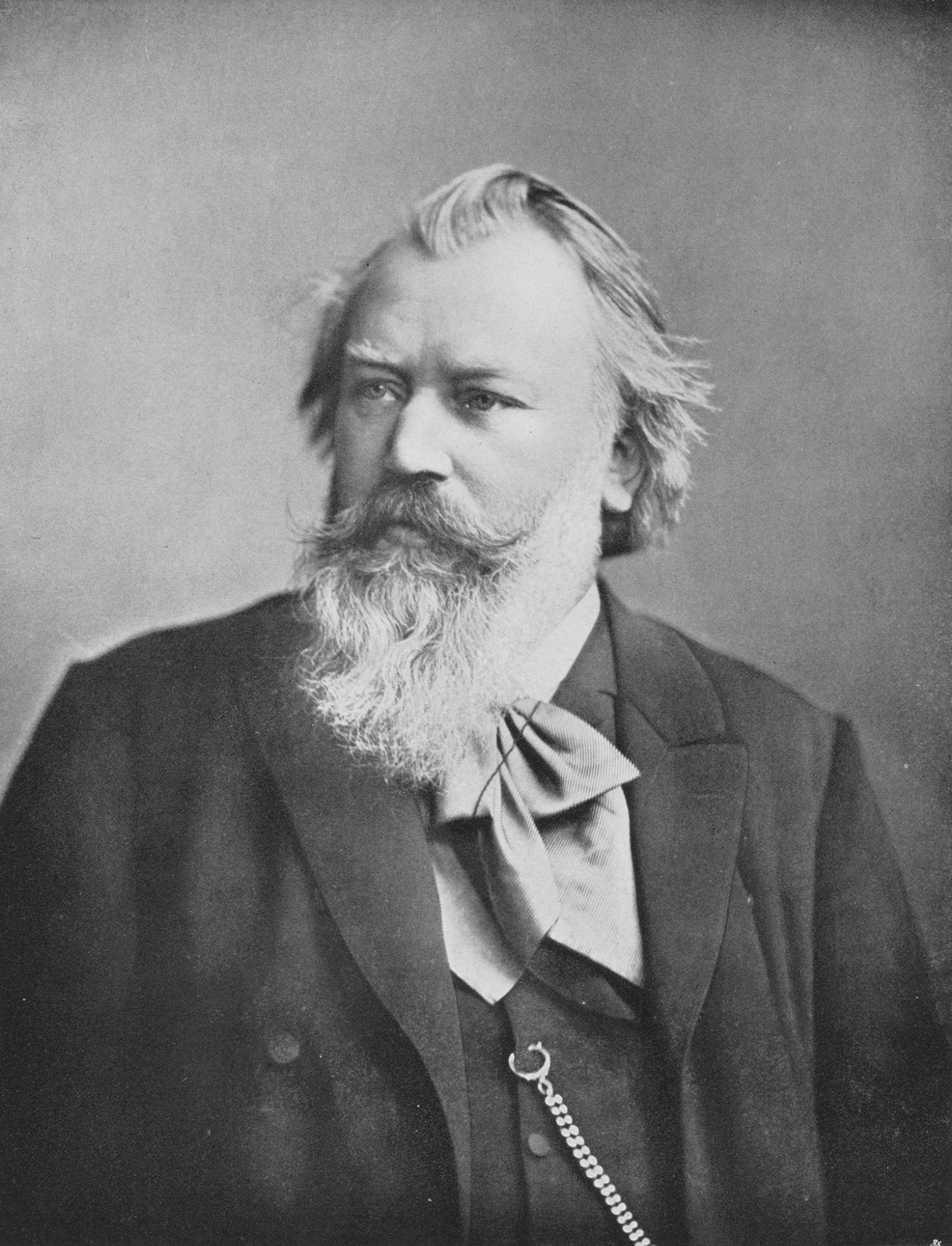
Johannes Brahms

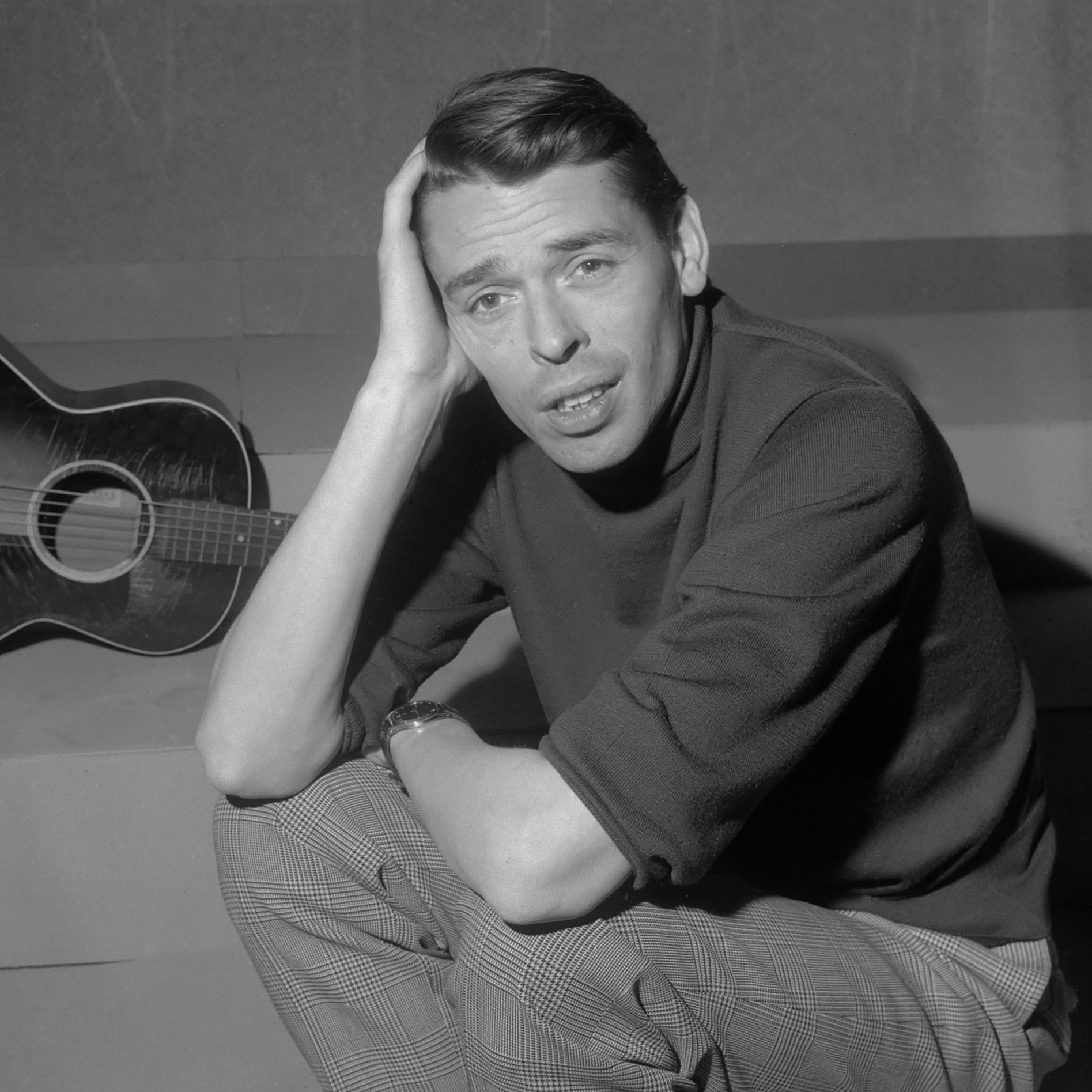
Jacques Brel

| Directori A B C D E F G H I |

## A
- Els Aarne (1917-1995), músic estonià d'origen ucraïnès.
- Evald Aav (1900-1939), músic estonià.
- Juhan Aavik (1884-1982), director estonià.
- Pere Abelard (1079-1142), filòsof, escolàstic i músic bretó.
- Zequinha de Abreu (1880-1935), músic brasiler autor de la cançó Tico-Tico no Fubá.
- Frank Abbinanti (n. 1949), pianista i trombonista nord-americà.
- Keiko Abe (n. 1937), músic japonès virtuós de la marimba.
- Rosalina Abejo (1922-1991), directora filipina.
- Karl Friedrich Abel (1723-1787), músic alemany de viola de gamba.
- Michael Abels (n. 1962), pianista i clarinetista nord-americà de jazz.
- Muhal Richard Abrams (n. 1930), pianista nord-americà.
- Alexander Abramsky (1898-1985) pianista rus nascut a Ucraïna.
- Juan Manuel Abras (n. 1975), director argentí d'origen català nascut a Suècia.
- Jean Absil (1893-1974), organista i pedagog belga.
- El·la Adàievskaia (1846-1926), pianista russa.
- Adolphe Adam (1803-1856), pianista i crític musical francès, autor d'òperes, ballets (Giselle) i cançons.
- Bojan Adamič (1912-1995), director eslovè, autor especialment de música per a pel·lícules.
- John Coolidge Adams (n. 1947), director nord-americà, compositor de música minimalista.
- John Luther Adams (n. 1953), músic nord-americà que conrea diversos estils (minimalisme, aleatòria, indeterminada).
- Richard Addinsell (1904-1977), músic britànic especialment de música per a pel·lícules (per ex., The Prince and the Showgirl).
- John Addison (1920-1998), músic britànic autor de música per a pel·lícules i televisió (per ex., S'ha escrit un crim)
- Thomas Adès (n. 1971), pianista i director britànic.
- Samuel Adler (n. 1928), director nord-americà.
- Walther Aeschbacher (1901-1969) director suís.
- Isaac Albéniz (1860-1909), pianista nascut a Camprodon (Girona), probablement el compositor espanyol més destacat de finals del segle xix.
- Bonaventura Aliotti (1640-1690), compositor i organista franciscà (Sicilià)
- Zeca Afonso (1929-1987), cantautor portuguès.
- L. Athira Krishna, violinista hindú de música carnàtica.
- Janos Agocsi (n. 1961), guitarrista i cantant d'origen hongarès; conegut per composicions per a la televisió (per ex., Mr. Bean)
- Lejla Agolli (n. 1950), músic albanesa.
- Graciela Agudelo (n. 1945), pianista mexicana.
- Johann Georg Ahle (1651-1706), compositor, organista, musicòleg i poeta alsacià.
- Johann Rudolph Ahle (1625-1673), compositor, organista i musicòleg alsacià.
- Kalevi Aho (n. 1949), músic finlandès.
- Ahn Eak-Tai (1906-1965), director coreà. Autor de l'himmne de Corea del Sud; també dedicà dues obres a Mallorca (Poema Simfònic Mallorca, Lo Pi Formentor) i va fundar de l'Orquestra Simfònica de Palma.
- Gregor Aichinger (c. 1565-1628), organista alemany.
- Bartholomäus Aich (segle XVII), organista alemany.
- Eugene Albrecht (1842-1894) violinista i compositor rus.
- Aleksandr Aliàbiev (1787-1851) compositor rus.
- Pirro Albergati (1663-1735) compositor italià.
- Eugen d'Albert (1864-1932), pianista i director alemany d'origen escocès.
- Vincenzo Albrici (1631-1696), compositor i organista italià
- Félix María Alcérreca (1845-1937), compositor i violoncel·lista mexicà.
- Dante Alderighi (1898-1968) pianista, compositor i crític musical.
- Giuseppe Aldrovandini (1671-1707) compositor i mestre de capella.
- Caterina Alessandra (1570-1622) compositora i monja.
- Alfred Alessandrescu (1893-1959) compositor i director d'orquestra romanès.
- Felice Alessandri (1747-1798) compositor.
- A. N. Aleksàndrov (1888-1982) compositor soviètic.
- José Alfonso (organista) (1867-1920) compositor, organista i jesuïta.
- Paris F. Alghisi (1666-1733) compositor i organista.
- Charlotte Alington Barnard (1830-1869), compositora i poetessa londinenca.
- Bernardo Aliprandri (1710-1792) fou un compositor italià.
- Steve Allen (1921-2000), actor i guionista nord-americà, autor de moltes cançons.
- Domenico Allegri (1585.?-1626), compositor i mestre de capella italià.
- Paul Hastings Allen (1883-1952), compositor estatunidenc.
- Carl Almenräder (1789-1843), fagotista, compositor i fabricant d'instruments.
- Carlos Francisco de Almeyda (1797-18..?) violinista i compositor.
- Juan Alvarez de Almorox (segle xvi) compositor espanyol.
- Hasan Ferit Alnar (1906-1978) compositor, director d'orquestra i pedagog musical.
- Alonso Gómez, Miguel (1925-2002) sacerdot, compositor i musicòleg.
- Odón Alonso Ordás (1925-2011) compositor i director d'orquestra espanyol.
- Joan Altisent (1891-1971) (Catalunya-Espanya)
- Joan Albert Amargós (n. 1950) (Catalunya-Espanya)
- August Wilhelm Ambros (1816-1876), historiador i crític musical austríac.
- Joseph Karl Ambrosch (1759-1822) fou un tenor i compositor cec.
- Jean-Claude Amiot (n. 1939), director i pedagog francès.
- Elias Ammerbach (1530-1597), compositor, organista i compositor.
- John Amner (1579-1641), compositor i organista anglès.
- Domingo Amoreti Ruiz (1895-1949), compositor i mestre de capella espanyol.
- Blasius Amon (1558-1590), franciscà, i compositor musical.
- Giovanni Juvenal Ancina (1545-1604), metge, beat i compositor musical.
- Laurie Anderson (n. 1947), creadora i artista experimental nord-americana.
- Pasquale Anfossi (1727-1797), músic italià i autor d'òperes.
- Giovanni Andrea Angelini Bontempi (1624-1705), compositor i cantant italià.
- Miguel Ângelo Pereira (1843-1901), pianista i compositor.
- Carlo Angeloni (1834-1901) pedagog i compositor italià.
- John Antill (1904-1986), compositor i director d'orquestra australià.
- Trevor Denis ApIvor (1916-2004), fou un compositor irlandès.
- Luis Araque Sancho (1914-1971), compositor i director d'orquestra.
- José Araujo Veiga (1891-[...?]), director d'orquestra i compositor espanyol.
- Jean-Baptiste Arban (1825-1889), corneta, compositor i director d'orquestra francès.
- Paul Arma (1904-1987), pianista i compositor francès d'origen hongarès.
- Lorenzo Filiasi (1878-1963), fou un compositor italià.
- Jules Armingaud (1820-1900) violinista i compositor francès.
- Luis Arnedo (1856-1911) pianista i compositor espanyol
- Malcolm Arnold (1921-2006), trompetista britànic, compositor d'estil més neoromàntic, és més conegut com a autor de música per a pel·lícules (El pont sobre el riu Kwai).
- Arnold de Flandes (músic) (segles xvi i xvii), madrigigalista belga.
- Guglielmo Arnone (Segle XVI), organista i madrigalista italià.
- Joseph Arquier (1763-1816), violoncel·lista, compositor i director d'orquestra francès.
- José María Arregui (1879-1955), franciscà i compositor basc.
- Miguel Arregui y Trecet (1894-1944) organista i compositor basc.
- Vicente Arregui Garay (1871-1925) compositor madrileny.
- Juan Crisóstomo de Arriaga (1806-1826), músic basc que per la seva precocitat va ser anomenat el Mozart espanyol. Va morir abans de fer 20 anys.
- Emilio Arrieta (1823-1894), músic navarrès autor de sarsueles (Marina).
- Antonio de Arriola (1679-1730), franciscà, mestre de capella i compositor basc.
- Giovanni Maria Artusi (1540-1613), canonge, compositor, musicòleg italià.
- Christian Heinrich Aschenbrenner (1654-1732), violinista i compositor alemany.
- Patrick Ascione (n. 1953), músic francès, autor de música electroacústica.
- Vicent Asencio (1908-1979)
- Miquel Asensi i Martín (1880-1945), compositor valencià.
- Miquel Asins (1918-1996), nascut a Barcelona, desenvolupà la seva carrera a València; és autor de molta música per a banda.
- Franz Aspelmayr (1728-1786) violinista i compositor.
- George Aspull (1813-1932), pianista i compositor anglès.
- Chet Atkins (1924-2001), guitarrista i productor de música country, ajudà a desenvolupar l'estil Nashville.
- Olivier Aubert (1763-1830), violoncel·lista i compositor musical francès.
- Georges Auric (1899-1983), músic francès, membre del gruo dels Sis, col·laborà en moltes de les pel·lícules de Jean Cocteau (per ex., Moulin Rouge).
- Johann Avenarius (1670-1736) compositor alemany del Barroc.
- Anton Averkamp (1861-1934) compositor i professor musical neerlandès.
- Johann Aviano (mitjan segle xvi-1617) compositor i musicòleg alemany.
- Slavko Avsenik (n. 1929), músic eslovè.
- Edmund Ayrton (1734-1808), organista i compositor musical anglès.
- Pierre Hyacinthe Azaïs (1743-1796), compositor musical francès.
- Mikhail Azanchevsky (1839-1881), compositor, rus.

## B
- Carl Philipp Emanuel Bach (1714-1788), músic alemany, el segon dels onze fills de J. S. Bach; va ser un dels precursors del classicisme musical.
- Johann Christian Bach (1735-1782), músic alemany, el darrer de J. S. Bach, va viure a Londres i va ser mestre i amic de Mozart.
- Johann Sebastian Bach (1685-1750), organista alemany, un dels més grans compositors de tots el temps, amb una producció musical molt àmplia i diversa.
- Leonhard Emil Bach (1849-1902), pianista, pedagog i compositor polonès d'origen alemany
- Alfred Bachelet (1864-1944), compositor francès.
- Gottlob Bachmann (1763-1833) organista i compositor alemany.
- Johann Gaspar Bachofen (1695-1755) compositor alemany.
- Sigismund Bachrich (1841-1913), compositor, director d'orquestra, violinista i viola eslovac.
- Carl Adam Bader (1789-1870), tenor i compositor alemany,
- Luigi Badia (1819/1822-1899), compositor i professor de cant
- Heinrich Joseph Baermann (1783-1847), clarinetista i compositor alemany.
- Selmar Bagge (1823-1896), compositor i violoncel·lista alemany.
- Carles Baguer (1768-1808)
- William Baines (1899-1922), pianista i compositor anglès.
- Lorenzo Baini (1740-1814), compositor italià.
- Tadeusz Baird (1928-1981), músic polonès.
- Vicenç Balaguer (segles XVII-XVIII), organista i compositor dels Països Catalans.
- Mili Balàkirev (1837-1910), músic rus, membre del Grup dels cinc.
- John Baldwin (tenor) ([...?]-1615), tenor i compositor anglès.
- Hank Ballard (1936-2003), cantant nord-americà de rhythm and blues, autor de The twist.
- Adriano Banchieri (1568-1634), organista, poeta i teòric de la música italià.
- Jacob do Bandolim (1918-1969), compositor i mandolinista de xoro brasiler.
- Samuel Barber (1928-1981), músic nord-americà, conegut especialment pel seu Adagio per a cordes.
- Melchiorre Barberiis (segle xvi), llaütista i compositor italià.
- Frédéric Barbier (composer) (1829-1889), compositor francès,
- Ramón Barce (1928-2008), compositor madrileny.
- Rodriano Bareta (1581-[...?]), organista i madrigalista italià.
- Wayne Barlow (1912-1986), organista i compositor estatunidenc.
- Joseph Barnaby (1838-1896), director d'orquestra, organista i compositor anglès.
- Ernst Gottlieb Baron (1696-1760), llaütista i compositor alemany.
- Henri Barraud (1900-1997), compositor francès.
- Antonio Barrera Maraver (1928-1991), compositor i pedagog musical espanyol.
- Gerald Barry (n. 1952), músic irlandès.
- John Barry (n. 1933), reconegut autor de música per a pel·lícules (James Bond, Born Free).
- Richard Barth (18501923), violinista i compositor alemany
- Dave Bartholomew (n. 1920) (EUA)
- Béla Bartók (1881-1945) (Hongria)
- Orindio Bartolini (1585-1640), sacerdot i madrigalista italià.
- Bruno Bartolozzi (1911-1980), compositor italià.
- František Bartoš (compositor) (1905-1973), compositor i crític musical bohemi.
- Jan Zdeněk Bartoš (1908-1981), compositor txec.
- Miroslav Barvík (1919-1998), compositor i crític musical txec.
- Josquin Baston (vers 1515-vers 1576), compositor francoflamenc del renaixement.
- Charles Baton (1700-1758), violista i compositor.
- Alexander Batta (1816-1902) (Països Baixos)
- Noel Bauldeweyn (1480-1529), compositor i mestre de capella neerlandès.
- Friedrich August Baumbach (1753-1789), directors d'orquestra i compositor alemany.
- Joseph Bayer (1852-1913), compositor, violinista i director d'orquestra austríac.
- Gerónimo Aniceto Baylón ([...?]-1654), organista i compositor espanyol.
- José Eugenio de Baviera (1909-1966), compositor i pianista espanyol pertanyent a la reialesa espanyola.
- Marcel·li Bayer Gaspà (1898-1977), saxofonista, clarinetista i compositor català.
- Marie Dessire Beauliu (1791-1863), compositor francès.
- Jacques-Marie Beauvarlet-Charpentier (1766-1834), compositor i organista francès.
- Jean-Jacques Beauvarlet Charpentier (1734-1794), compositor i organista francès.
- Franz Ignaz Beck (1734-1809) (Alemany), compositor i director d'orquestra.
- Alexandre Becquié (1800-1825), compositor i flautista.
- Jean Marie Becquié (1795-1876), violinista i compositor.
- Ludwig van Beethoven (1770-1827) (Alemanya)
- Gyula Beliczay (1835-1893) (Hongria)
- Paolo Bellasio (1554-1594) (Itàlia)
- Vincenzo Bellavere (1540/41 - 1587) (Itàlia)
- Julius Belli (segle XVI-XVII) (Itàlia)
- Paolo Benedetto Bellinzani (1690-1757) (Itàlia)
- Belloli (nissaga) (Luigi-Agostino i Giuseppe) (Itàlia)
- Viktor Bely (1904-1983) (Ucraïna)
- Luis Belzunegui Arruti (1904-1997) (Espanya)
- Josep Maria Benaiges (1855-1938) (Catalunya-Espanya)
- Ralph Benatzky (1884-1957) (Txèquia, Àustria)
- Julius Benedict (1804-1885) (Alemanya)
- Angelo Berardi (1636-1694) (Itàlia)
- Hermann Berens (1826-1880) (Suècia)
- Maksym Berezovsky (1745-1777) (Ucraïna-Imperi Rus)
- Alban Berg (1885-1935) (Àustria)
- Oskar Beringer (1844-1922) (Alemanya)
- Aaron Wolf Berjlin (1817-1870) (Països Baixos)
- Irving Berlin (1888-1989) (EUA)
- Hector Berlioz (1803-1869) (França)
- Enrico Bernardi (1838-1900) (Itàlia)
- Friedrich Wilhelm Berner (1780-1827) (Alemanya)
- Elmer Bernstein (1922-2004) (EUA)
- Leonard Bernstein (1918-1990) (EUA)
- Johan Fredrik Berwald (1788-1861) (Suècia)
- Otto Besch (1885-1966) (Alemanya)
- Antoine Bessems (1806-1868) (Bèlgica)
- William Thomas Best (1826-1897) (Regne Unit)
- Bruno Bettinelli (1913-2004) (Itàlia)
- Carlo Bignami (1808) (Itàlia)
- Gilles Binchois (c.1400-1460) (França)
- Ronald Binge (1910-1979) (Gran Bretanya)
- Georges Bizet (1838-1875) (França)
- Bruno Bjelinski (1909-1992) (Croàcia)
- Eubie Blake (1883-1983) (EUA)
- Émile-Robert Blanchet (1877-1943) (Suïssa)
- Isidoro Tomás Blanco Fernández (1824-1893) (Espanya)
- Pedro Blanco López (1883-19191) (Espanya)
- Francisco Javier Blasco y Medina (1857-[...?]) (Espanya)
- Luis Blasco (1751-1828) (Espanya)
- Manuel Blasco de Nebra (1750-1782) (Espanya)
- Henry Blaze de Bury (1813-1888) (França)
- Ernest Bloch (1880-1959) (Suïssa)
- Pierre August Louis Blondeau (1784-1863) (França)
- Carl Blum (1786-1844) (Alemanya)
- Luigi Boccherini (1743-1805) (Itàlia)
- Bocquillon Wilhem, Guillaume Louis (1781-1842)
- Bruno Bogo (1917-[...?])
- Carl Leopold Böhm (1806-[...?]) (Àustria)
- Emil Bohn (1839-1909) (Alemanya)
- Johann Ludwig Böhner (1787-1860) (Alemanya)
- Bohlmann, Georg Carl (1838-1920)
- Ferruccio Bonavia (1877-1950) (Regne Unit)
- Ferdinando Bonazzi (organista) (1764-1845) (Itàlia)
- Carlo Boniforti (1818-1879) (Itàlia)
- Jean de Bonmarche (1520-1570) (Països Baixos)
- Toussaint Bordet (vers 1730 - vers 1775) (França)
- Aleksandr Borodín (1833-1887) (Rússia)
- Botte, Adolphe (1823-1896)
- Lili Boulanger (1893-1918) (França)
- Bouguignon, Francis de ()1890-1961) (Bèlgica)
- Georges Bousquet (1818-1847) (França)
- José Domingo Bousquet y Puig (1823-1875) (Cuba)
- Johannes Brahms (1833-1897) (Alemanya)
- Constantin Brailoiu (1893-1958) (Romania)
- William Batchelder Bradbury (Estats Units) (1816-1868)
- William Brade (Anglaterra) (finals del segle xvi i principis del XVII)
- Jacob Bradford (Anglaterra) (1842-[...?])
- Theodor Bradsky (1833-1881) (Txèquia)
- Joan Brauget Massanet ([...?]-1916) (Catalunya)
- Ivar Fredrik Bredal (1800-1864) (Dinamarca)
- Goran Bregović (n. 1950), músic bosni autor de música per a pel·lícules (per ex., La reina Margot).
- Jacques Brel (1929-1978) (Bèlgica)
- Benjamin Britten (1913-1976) (Gran Bretanya)
- Max Bruch (1838-1920) (Alemanya)
- Anton Bruckner (1824-1896) (Àustria)
- Joan Brudieu (~1520-1591) (França/Catalunya-Espanya)
- Albert E. Brumley (1905-1977) (EUA)
- José Buenagu (1935) (Espanya)
- Max Burkhardt (1871-1934) (Alemanya)
- John Freckleton Burrowes (1787-1852) (Anglaterra)

## C

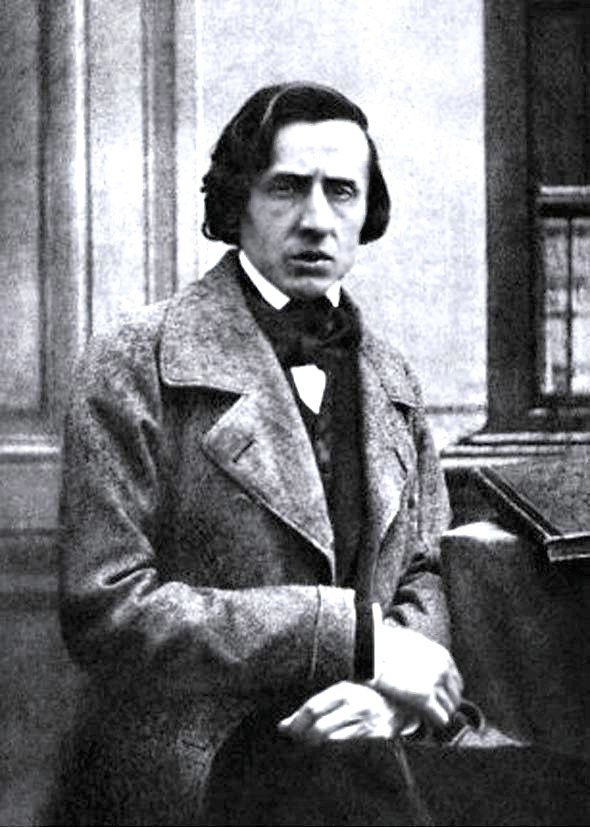
Frédéric Chopin

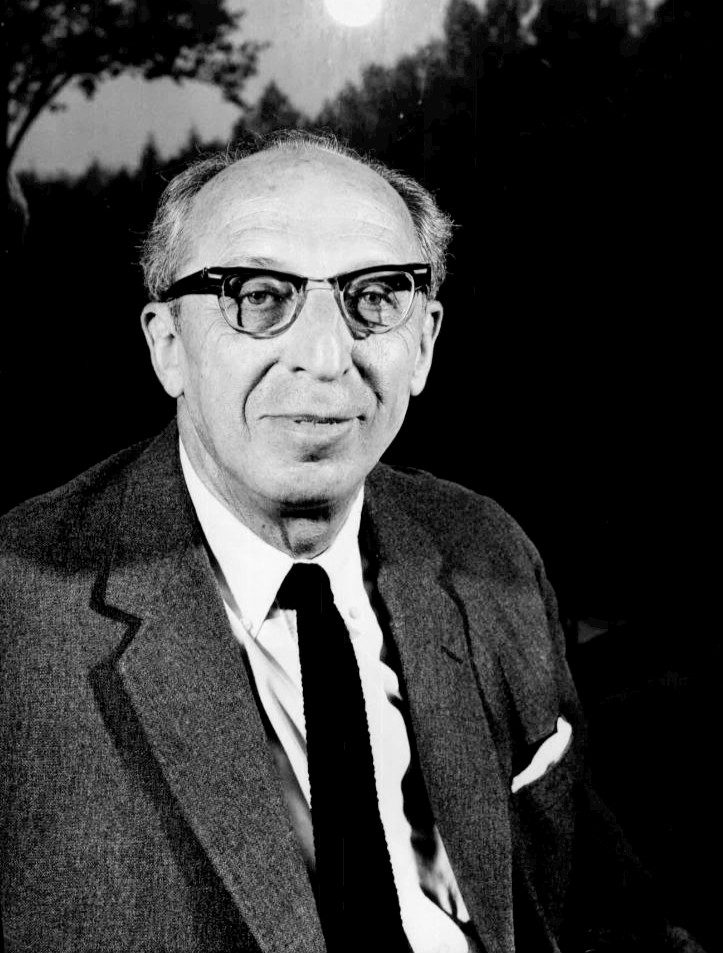
Aaron Copland

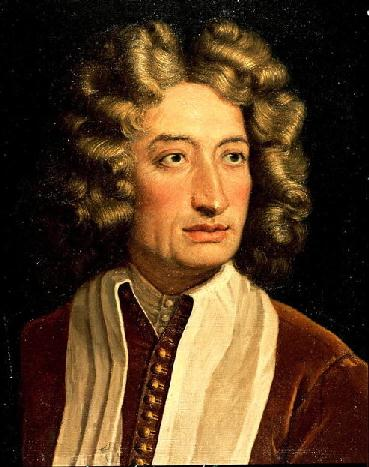
Arcangelo Corelli

- Joan Baptista Cabanilles (1644-1712)
- Giulio Caccini (1551-1618), cantant i pedagog italià.
- John Cage (1912-1992), músic, filòsof i escriptor nord-americà.
- Francisco Calés Pina (1886-1957), fou un compositor, director d'orquestra i pedagog espanyol
- Carlo Cambiaggio (1798-1880) fou un cantant, empresari i compositor italià
- Manel Camp (n. 1947)
- Gaetano Capocci (1811-1898), organista i compositor italià.
- Raffaele Carcano (1806-1864), compositor italià
- Matteo Carcassi (1792-1853), guitarrista italià.
- Ciriaco Cardoso (1846-1900), compositor i empresari teatral portuguès.
- Manuel Cardoso (1566-1650), organista portuguès.
- Edgardo Carducci-Agustini (1898-[...?]), compositor italià.
- Hoagy Carmichael (1899-1981), pianista, cantant i actor nord-americà, autor de cançons com Georgia on My Mind.
- Ramon Carnicer (1789-1855)
- Roberto Carnevale (n. 1966), pianista i director italià.
- Laureà Carreras i Roure (1848-1887) compositor gironí.
- Jean-Louis Cartan (1906-1930) compositor francès.
- Elliott Carter (1908-2012), músic nord-americà.
- Ferdinando Carulli (1770-1841), guitarrista i pedagog italià.
- Josep Casas (1913-1988)
- Alfredo Casella (1883-1947), pianista italià, liderà el redescobriment de la música de Vivaldi.
- Carles Cases (1913-1988)
- Giovanni Maria Casini (1652-1719), organista i compositor italià.
- Alfredo Catalani (1854-1893), compositor d'òpera italià.
- Francesco Cavalli (1602-1676) compositor d'òpera i organista italià, autor de la primera òpera veneciana de la qual s'ha conservat la música.
- Jacques Champion (c. 1601-1672), clavecinista francès.
- Philippe le Chancelier (c. 1165-1236), músic, teòleg i poeta francès.
- Cheng Mao Yun (1900-1957), compositor xinès autor de l'himne de la República de la Xina.
- Sebastiano Cherici (1647-1703), compositor italià.
- Gian Paolo Chiti (n. 1939), pianista italià.
- Frédéric Chopin (1810-1849), pianista d'origen polonès, un dels més famosos, influents i prolífics compositors de música per a piano.
- Choter, Franz Xaver (1800-1852), pianista i compositor austríac.
- Giovanni Paolo Cima (c. 1570-1622), organista italià.
- Giovanni Carlo Maria Clari (1677-1754), compositor italià.
- Jeremiah Clarke (1674-1707), organista anglès, autor del Trumpet Voluntary.
- Rebecca Helferich Clarke (1886-1979), violista anglesa.
- Yury Chernavsky (n. 1947), productor i músic rus.
- Johnny Clegg (n. 1953), compositor de música popular sud-africana.
- Clément, Félix (1822-1885)
- Albert Coates (1882-1953), director anglo-rus.
- Cy Coleman (1929-2004), pianista de jazz.
- Josep Coll (1840-1904) (Puerto Rico/Catalunya-Espanya)
- John Coltrane (1926-1967), saxofonista nord-americà, ha sigut un dels músics de jazz més innovadors i influents.
- Pascal Comelade (n. 1955) (Catalunya-França)
- Graziella Concas (n. 1970), pianista italiana.
- John P. Cooke (1820-1865), director d'orquestra anglès.
- Aaron Copland (1900-1990), compositor nord-americà.
- Carmine Coppola (1910-1991), editor i director nord-americà.
- Arcangelo Corelli (1653-1713), violinista italià que desenvolupà el concerto grosso.
- Manuel Correia do Campo (compositor) (1593-1645) Portuguès/espanyol
- Camillo Cortellini (1561-1630), fou un compositor italià.
- Guilherme Cossoul (1828-1880), compositor portuguès.
- Mario Pasquale Costa (1858-1933), compositor italià.
- Nicola Costarella (1911-[...?]), compositor i crític musical italià.
- Albert Cotó (1852-1906) (Catalunya-Espanya)
- Phil Coulter (n. 1942) cantautor i productor musical irlandès.
- Noël Coward (1899-1973), actor, escriptor i autor de música popular anglès.
- Antonio de la Cruz (músic) (1825-1889) (Andalús (Espanya))
- Xavier Cugat (1900-1990) (Catalunya-Espanya/Cuba)
- Cesar Cui (1835-1918), compositor i crític musical rus.
- Giuseppe Curci (1808-1877) compositor i professor de cant italià.
- Giuseppe Curcio (1752-1832), compositor i cantant italià.
- Friedrich Curschmann (1805-1841) compositor i cantant.
- Franz Curti (1854-1898) compositor especialment d'òperes.
- Ciril Cvetko (1920-1999), director i pedagog eslovè.

## D

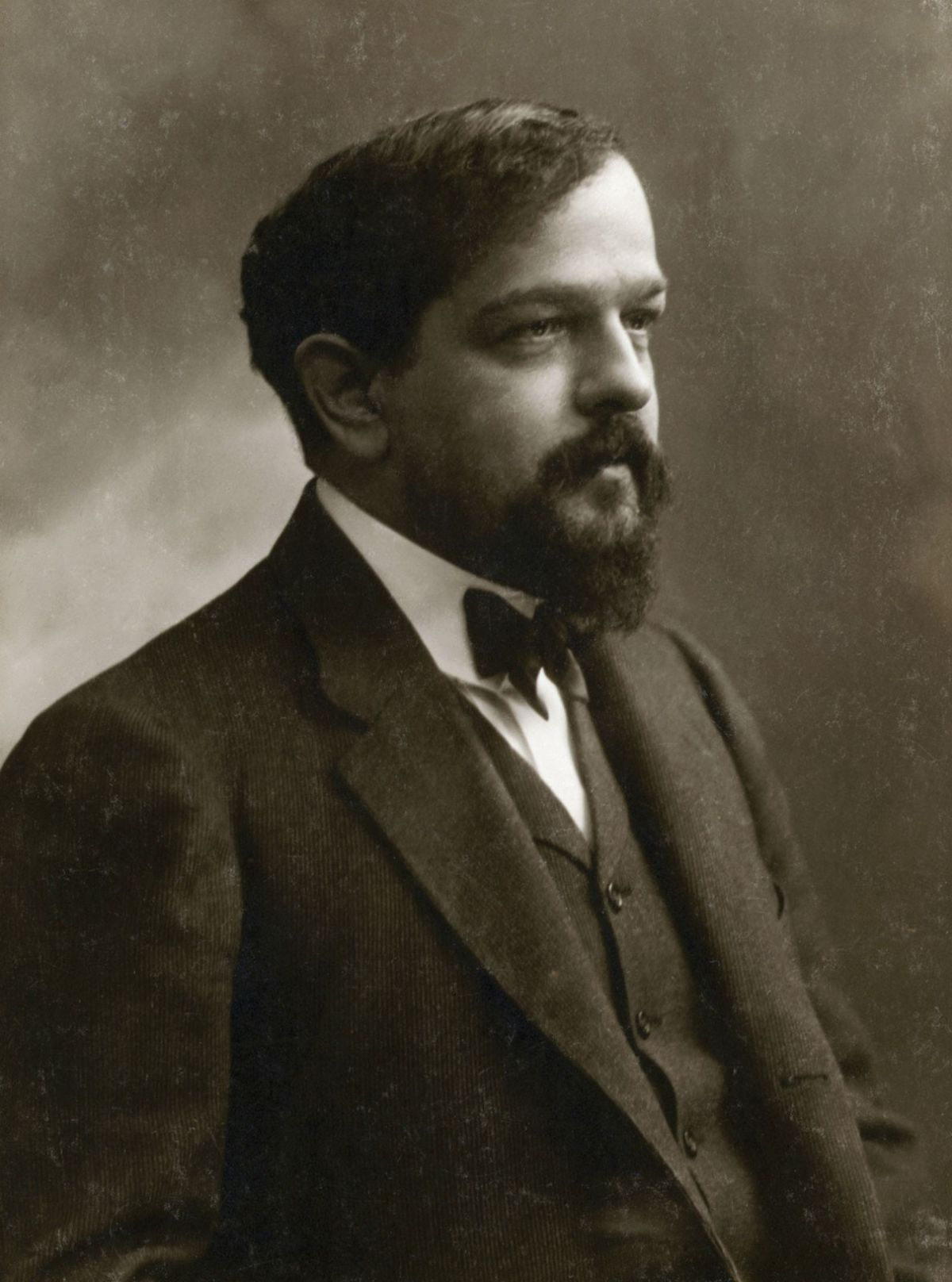
Claude Debussy

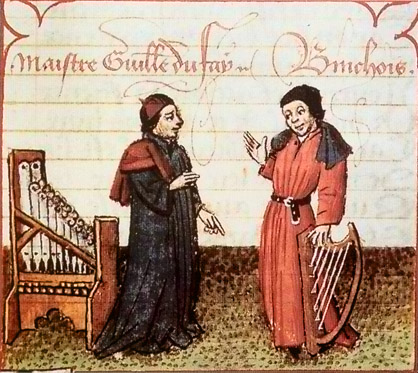
Guillaume Dufay i Gilles Binchois

- Johann Friedrich Hugo von Dalberg (1760-1813), pianista, musicòleg i compositor.
- Evaristo Felice Dall'abaco (1675-1742), violinista, violoncel·lista i compositor.
- Giuseppe Clemente Dall'Abaco (1709-1805), violoncel·lista i compositor.
- Luigi Dallapiccola (1904-1975) (Itàlia)
- Émile Damais (1906-2003), crític i compositor (França)
- Jean-Michel Damase (1928-2013), compositor, pianista i director d'orquestra francès.
- Mychael Danna (1958), músic canadenc especialitzat en música per a pel·lícules (per ex., Vanity Fair)
- Mario Davidovsky (n. 1934) (Argentina)
- Henri Walford Davies (1869-1941) (Gran Bretanya)
- Peter Maxwell Davies (1934-2016) (Gran Bretanya)
- Miles Davis (1926-1991) (EUA)
- Claude Debussy (1862-1918) (França)
- Eugène Dejazet (1820-1880) (França)
- Delafosse, Léon (1874-1955)
- Michel Richard Delalande (1657-1726) (França)
- Leo Delibes (1836-1891) (França)
- Frederick Delius (1862-1934) (Gran Bretanya)
- Raffaele Delli Ponti (1864-1936), compositor i director d'orquestra (Itàlia)
- Sébastien Demar (1763-1832) (França)
- Iedisson Deníssov (1929-1996) (Rússia)
- Luis De Pablo (n. 1937) (Espanya)
- Robert Desbrosses (1719-1799) (França)
- Josquin Desprez (∼1440-1521) (França)
- Paul Dessau (1894-1979) (Alemanya)
- Anton Diabelli (1781-1858) (Àustria)
- David Diamond (1915-2005) (EUA)
- Alphons Diepenbrock (1862-1921) (Països Baixos)
- Muttusvami Dikshitar (1775-1835) (Índia)
- Johann Dilliger (1593-1647) (Alemanya)
- Johann Dillner (1785-1862) (Suècia)
- Franz Anton Dimmler (1753-1827) (Alemanya)
- Gerolamo Diruta (1554-1615) (Itàlia)
- Karl Ditters von Dittersdorf (1739-1799) (Àustria)
- Franco Donatoni (1927-2000) (Itàlia)
- Gaetano Donizetti (1797-1848) (Itàlia)
- Gustave Doret (1866-1943) (Suïssa)
- Joan Dotras (1900-1978) (Catalunya-Espanya)
- John Dowland (1562-1626) (Gran Bretanya)
- Guillaume Dufay (∼1397-1474) (Flandes)
- Paul Dukas (1865-1935) (França)
- Joan Duran i Alemany (1896-1970) (Catalunya-Espanya)
- Angelo Durante (segle xvi) (Itàlia)
- Francesco Durante (1684-1755) (Itàlia)
- Ottavio Durante (vers 1580 - vers 1614) (Itàlia)
- Dussek, Jan Ladislav (1760-1812) (Txèquia)
- Antonín Dvořák (1841-1904) (Txèquia)

## E
- Arthur Egidi (1859-1943)

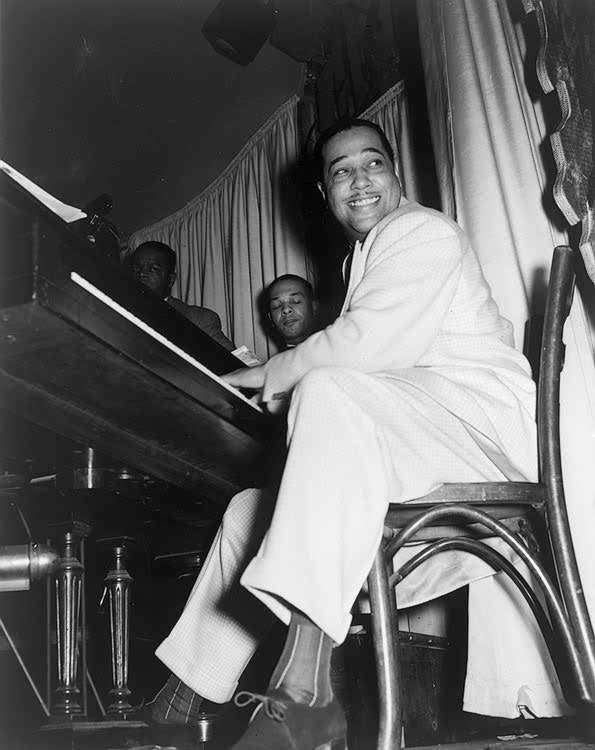
Duke Ellington

- Hanns Eisler (1898-1962), músic austríac d'origen alemany, que experimentà amb diversos estils (cabaret, jazz, dodecafonisme, etc.) i música per a pel·lícules (Hangmen Also Die!)
- Edward Elgar.
- Danny Elfman.
- Duke Ellington (1899-1974), considerat un dels millors compositors, directors i pianistes de jazz.
- Luther Orlando Emerson.
- George Emmanual III.
- Gustav Ernesaks (1908-1993).
- Juan Esquivel (1560- vers 1625) espanyol.

## F

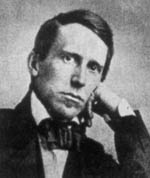
Stephen Foster

- Manuel de Falla (1876-1946), un dels compositors espanyols més destacats, amb obres com La vida breve o El amor brujo.
- Giles Farnaby (c. 1565-1640).
- Arthur Farwell (1872-1952). (USA)
- Giovanni Battista Fasolo (1598-1664) (Itàlia)
- Gabriel Fauré (1845-1924), organista i professor de composició francès. Destacar el Rèquiem, Cançons per a veu i piano i l'Elegia per a violoncel i piano.
- Robert Fayrfax, (1464-1521), compositor anglès.
- Vincenzo Federici, (1764-1826), compositor italià.
- George Fenton (n. 1950).
- Oto Ferenczy (1921-2000), compositor eslovac.
- Nicolás Fernández Arias (1863 - [...?] (Castella-Espanya)
- Rafael Ferrer (1911-1988) (Catalunya-Espanya)
- Ramon Ferrés (1878-1962) (Catalunya-Espanya)
- Arkady Filippenko (1912-1983).
- Karl Flodin (1858-1925) (Finlàndia).
- Thomas Ford (1580-1648).
- Aloÿs Fornerod (1890 - 1965) (Suïssa)
- David Foster (n. 1949), músic, arranjador i productor nord-americà, guanyador de diversos premis Grammy.
- Stephen Foster (1826-1864) és un dels autors de les cançons nord-americanes més conegudes (Oh! Susanna, Beatiful Dreamer).
- Alberto Franchetti.
- Géza Frid.

## G

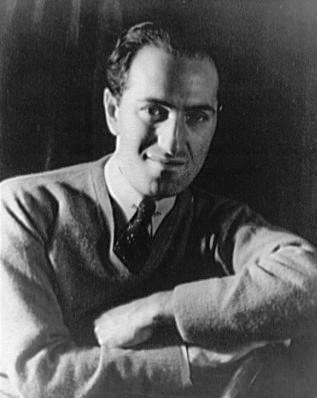
George Gershwin

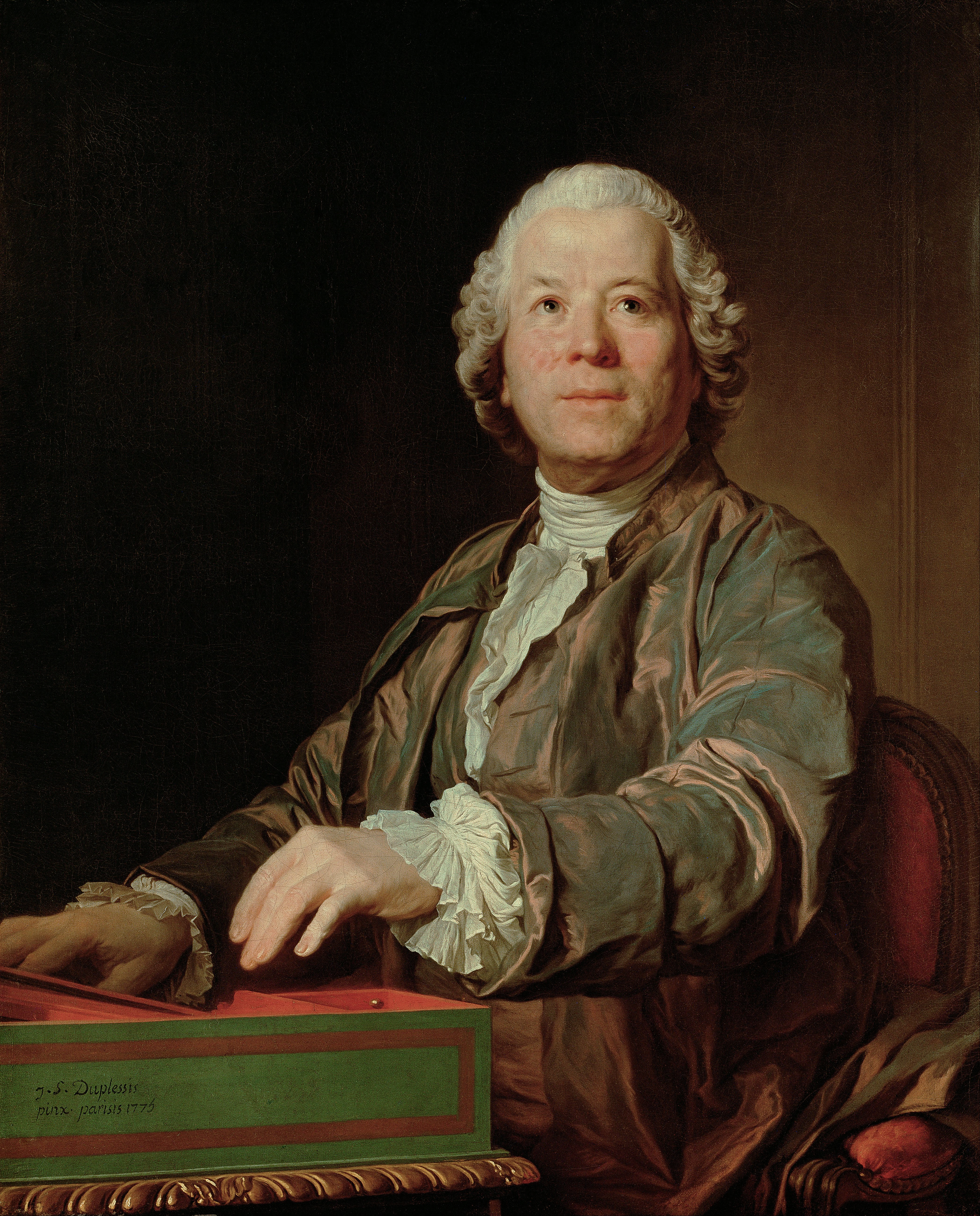
Christoph Willibald Gluck

- Andrea Gabrieli.
- Giovanni Gabrieli.

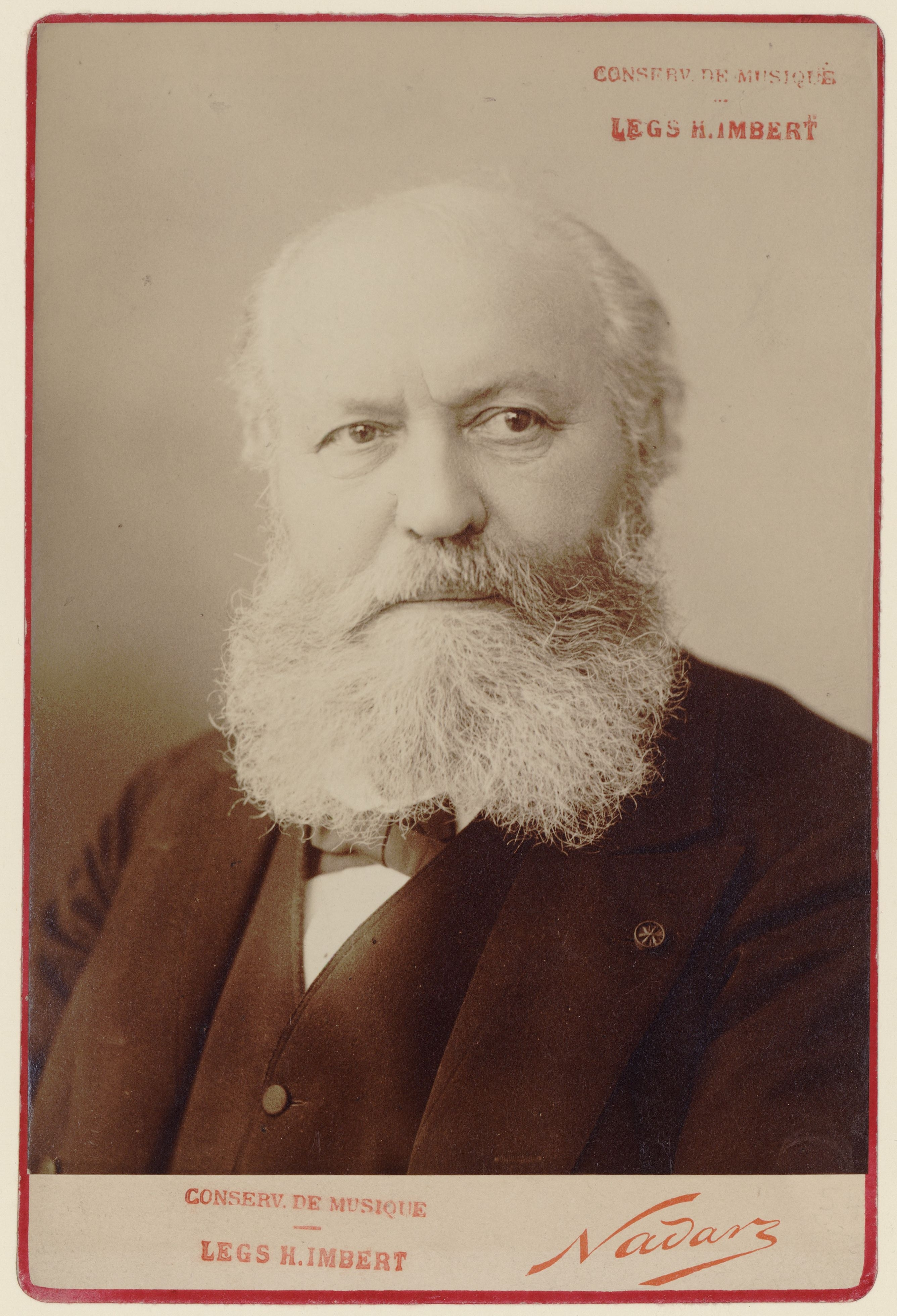
Charles Gounod

- Niels Gade (1817-1890) (Dinamarca)
- Baldassare Galuppi (1706-1785) (Itàlia)
- Johann Ernst Galliard (1680-1749) (Alemanya-Regne Unit)
- Jacobus Gallus (1550-1591) (Eslovènia)
- Tomas Garbizu (1901-1989) (País Basc-Espanya)
- Juan García de Salazar (1639-1710) (Espanya)
- Pauline Garcia-Viardot (1821-1910) (França)
- Gariboldi, Giuseppe (1833-1905) (Itàlia)
- Juli Garreta (1875-1925) (Catalunya-Espanya)
- Pablo Garrido Vargas (1905-1982) (Xile)
- León Vicente Gascón (1896-1962) (Espanya)
- Florian Leopold Gassmann (1729-1774) (Txèquia)
- Denis Gaultier († 1672) (França)
- Noel Gay (1898-1954) (Gran Bretanya)
- Robert Gerhard (1896-1970) (Catalunya-Espanya)
- George Gershwin (1898-1937), músic nord-americà autor de cançons, musicals, obres per a orquestra i òpera (Porgy anv Bess).
- Carlo Gesualdo (1566–1613) (Itàlia)
- Michael Giacchino (n. 1967) (EUA)
- Mauro Giuliani (1781–1828) (Itàlia)
- Philip Glass, músic minimalista nord-americà.
- Reinhold Glière (1875-1956) (Rússia)
- William Howard Glover (1819-1875) (Regne Unit)
- Christoph Willibald Gluck (1714-1787), músic alemany, renovador de l'òpera del segle xviii.
- Pasqual Godes (1899-1944) (Catalunya-Espanya)
- Alexander Godunov (1949-1995) (Rússia)
- Gerardo Gombau (1906-1971) (Espanya)
- Antônio Carlos Gomes (1836-1896) (Brasil)
- Agustín González Acilú (1929) (Espanya)
- Ramón González Barrón (1897 - [...?]) (Espanya)
- François Joseph Gossec (1734-1829) (Bèlgica)
- Thomas Goodban (1780/84-1863) (Regne Unit)
- Morton Gould (1913-1996) (EUA)
- Charles Gounod (1818-1893), músic francès, autor d'òperes (Faust, Romeo i Julieta) i del famós Ave Maria.
- Fernando Lopes Graça (1906-1994) (Portugal)
- Enric Granados (1867-1916) (Catalunya-Espanya)
- Adolph Green (1914-2002) (EUA)
- Edvard Grieg (1843-1907) (Noruega)
- Eivind Groven (1901-1977) (Noruega)
- Ferde Grofé (1892-1972) (EUA)
- Gottfried Grünewald (1673-1739) (Alemanya)
- Carlos Guastavino (1912-2000) (Argentina)
- Joan Guinjoan (n. 1931) (Catalunya-Espanya)
- Aleksandr Glazunov (1865-1936) (Rússia)

## H
- Üzeyir Hajibeyov (1885-1948) (Azerbaidjan)
- Marvin Hamlisch (n. 1944) (EUA)
- Andreas Hammerschmidt (1611/12-1675) (Alemanya)
- Albert Hammond (n. 1942) (Gran Bretanya)
- George Frideric Handel (1685-1759) (Alemanya)
- William Christopher Handy (1873-1958) (EUA)
- John Hartford (1937-2001) (EUA)
- Hamilton Harty (1879-1941) (Irlanda del Nord)
- Johann Adolph Hasse (1699-1783) (Alemanya)
- Pieter Hellendaal (1721-1799) (Països Baixos)
- Joseph Haydn (1732-1809) (Aùstria)
- Nicola Francesco Haym (1678-1729) (Alemanya) compositor i violoncel·lista italià
- Victor Herbert (1859-1924) (Irlanda)
- Sebastián Aguilera de Heredia (1563?-1627) (Espanya)
- Hildegard von Bingen (1098-1179) (Alemanya)
- E. T. A. Hoffmann (1776-1822) (Alemanya)
- Gustav Holst (1874-1934) (Gran Bretanya)
- Joaquim Homs (1906-2003) (Catalunya-Espanya)
- Alan Hovhaness (1911-2000) (EUA)

## I
- Jacques Ibert (1890-1962) (França)
- Akira Ifukube (1916-2006) (Japó)
- Ilayaraaja (n. 1943) (Índia)
- Andrew Imbrie (1921-2007) (EUA)
- John Ireland (1879-1962) (Gran Bretanya)
- Charles Ives (1874-1954) (EUA)